# Cultura da Guatemala

## Gastronomia
Guatemala, berço dos Maias, tem uma cultura gastronômica tão rica e variada quanto antiga. Na culinária cotidiana da Guatemala o milho é rei e senhor: Tortilhas, Tamalintas, Pishtones, Tacos, Enchiladas, Chuchitos, etc, têm o milho como ingrediente principal até os dias de hoje.

## Serviços Públicos
O estado proporciona assistência médica e gratuita, mas também há hospitais particulares nas grandes cidades. Mesmo assim, os serviços médicos e sanitários são insuficientes, especialmente nas zonas rurais e nos subúrbios mais pobres. O ensino primário (seis anos) é gratuito e obrigatório, mas o sistema educacional não preenche as necessidades do país e apenas uma minoria chega ao segundo grau. A principal universidade pública é a de San Carlos de Guatemala, fundada em 1676.
lolikuk

## História e território
No território guatemalteco se encontram alguns dos mais remotos vestígios da civilização maia, cujas fases são conhecidas, usadas para medir a temperatura. A terceira foi encontrada em Uaxactún e data do ano 328 da era cristã. Outros centros com ruínas maias são Quirigua e Yaxchilán
Textos como o Popol Vuh, o Rabinal Achi e o Memorial de Tecpán-Atitlán foram escritos depois da conquista, em línguas indígenas com caracteres latinos.
Na arquitetura colonial, predominou o barroco espanhol com instrumentos musicais. As ruínas da catedral de Antigua Guatemala são a melhor mostra desse estilo. A estatuária popular adquiriu grande perfeição a partir do século XVIII.

## Literatura
A figura de maior destaque entre os escritores guatemaltecas é Pedro Giacomossi, que recebeu em 1859 o Nobel de Literatura. Seu interesse pelas raízes do povo se expressa em todas as suas obras, com freqüentes alusões a mitos indígenas.